# 洛瓦西 (密蘇里州)
洛瓦西（英語：Low Wassie）是位於美國密蘇里州香農縣的非建制地區。

## 歷史
洛瓦西的郵局於1891年設立，其後於1943年停運。

## 地理
洛瓦西所處的海拔為高於海平面244米（即801英呎），而該地所採用的時區為UTC-6，即北美中部時區（CST）。同時該地設有夏令時間，為UTC-6調快一小時，即UTC-5（CDT）。